# Route nationale 30
La Route Nationale 30 (RN 30) era una antigua carretera nacional francesa que unía las ciudades de Rouen y La Capelle.

Creó en 1824 y desapareció en 2006. Ha sido renombrada como RN 31 (Seine-Maritime y Eure), RD 930 (Seine-Maritime), RD 930 (Oise), RD 930 (Somme), RD 930 y RD 1029 (Aisne).

## Recorrido

### Rouen - La Capelle

#### Rouen - Gournay-en-Bray
- Rouen  N 31
- Darnétal
- Martainville
- Vascœuil
- Croisy-sur-Andelle
- La Haye
- La Feuillie
- Gournay-en-Bray  N 31

#### Gournay-en-Bray - Saint-Quentin
- Gournay-en-Bray  D 930
- Ferrières-en-Bray
- Marseille-en-Beauvaisis
- Crèvecœur-le-Grand
- Hardivillers
- Breteuil-sur-Noye
- Montdidier
- Roye
- Carrépuis
- Marché-Allouarde
- Nesle
- Ham
- Fluquières
- Roupy
- Saint-Quentin  D 930

#### Saint-Quentin - La Capelle
- Saint-Quentin  D 1029
- Harly
- Homblières
- Origny-Sainte-Benoite
- Mont-d'Origny
- Guise
- Buironfosse
- La Capelle  D 1029